# Zwei-Faktoren-Theorie (Herzberg)

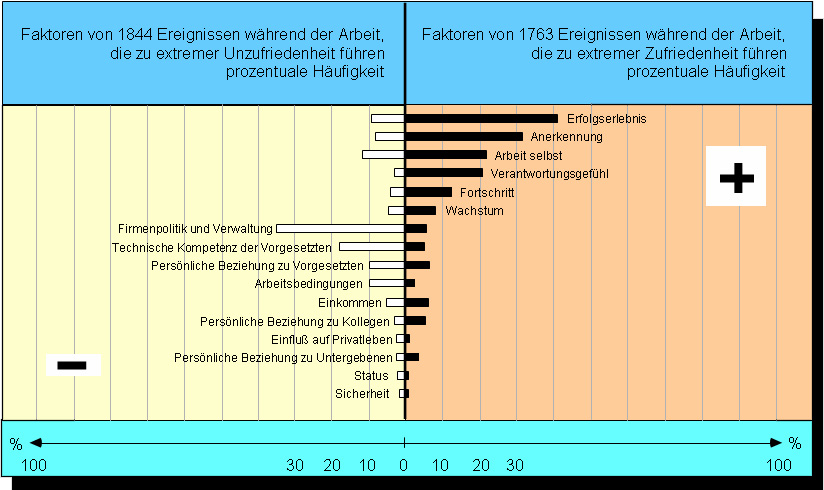
Faktoren, die nach Herzberg die Einstellung zur Arbeit beeinflussen

Die Zwei-Faktoren-Theorie (auch Motivator-Hygiene-Theorie) von Frederick Herzberg (1959) ist eine Inhaltstheorie zur Motivation, speziell der Arbeitsmotivation. Zusammen mit der Bedürfnispyramide von Maslow gehört sie zu den bekanntesten Motivationstheorien, deren gemeinsames Merkmal darin besteht, dass sie eine Klassifikation der Motive menschlichen Handelns anbieten.
Wie der Name sagt, unterscheidet Herzberg genau zwei Arten von Einflussgrößen. Zum einen Faktoren, die auf den Inhalt der Arbeit bezogen sind (Motivatoren), und zum anderen Faktoren, die auf den Kontext der Arbeit bezogen sind (Hygienefaktoren). Zu den Inhaltsfaktoren gehören z. B. Verantwortung zu tragen oder Anerkennung zu erwerben; die Kontextfaktoren können die Bezahlung und äußere Arbeitsbedingungen sein.
Zufriedenheit und Unzufriedenheit stellen hier aber nicht die beiden äußersten Ausprägungen einer Eigenschaft dar, sondern sind als zwei unabhängige Eigenschaften zu betrachten. Die „Hygienefaktoren“ (unzufrieden – nicht unzufrieden) sowie die „Motivatoren“ (nicht zufrieden – zufrieden) repräsentieren diese beiden Bereiche. Der Theorie nach müssen beide Ausprägungen vorhanden sein, um Arbeitszufriedenheit zu erleben.
Zufriedenheit besteht also nicht zwangsläufig, wenn keine Gründe für Unzufriedenheit vorliegen.

## Hygienefaktoren
Unter Hygienefaktoren versteht Herzberg die Faktoren, welche bei positiver Ausprägung die Entstehung von Unzufriedenheit verhindern, aber nicht zur Zufriedenheit beitragen bzw. diese erzeugen. Häufig werden diese Faktoren gar nicht bemerkt oder als selbstverständlich betrachtet. Sind sie aber nicht vorhanden, empfindet man dies als Mangel. Zu den Hygienefaktoren zählen insbesondere:
- Entlohnung und Gehalt,
- Personalpolitik, Führungsstil
- Arbeitsbedingungen einschließlich Autonomie und Unterstützung
- zwischenmenschliche Beziehungen zu Mitarbeitern und Vorgesetzten,
- Sicherheit der Arbeitsstelle und
- Einfluss auf das Privatleben.

Der Begriff des Hygienefaktors lässt den wesentlichen Gedanken der Theorie erkennen. Die Faktoren der Unzufriedenheit sollen aus der Umwelt des Menschen entfernt werden, wie in der medizinischen Hygiene Gesundheitsrisiken aus der Umwelt des Menschen entfernt werden, um Krankheiten zu verhindern.
Als Beispiel kann man anführen, dass Unzufriedenheit entsteht, wenn die Zusammenarbeit mit anderen nicht funktioniert oder die Unternehmensstruktur „unmöglich“ erscheint. Im Falle, dass alle diese extrinsischen Aspekte hinlänglich gut ausgeprägt sind, entsteht allerdings keine Zufriedenheit, sondern ein neutraler Erlebniszustand, der als Nicht-Unzufriedenheit bezeichnet wird (Zustand: Desinteresse oder Gleichgültigkeit). Günstige Hygiene-Faktoren machen also nicht glücklich, sie machen „nur“ nicht unglücklich. Dieser Ansatz erklärt auch, warum zu niedrige Löhne unglücklich machen, man die Motivation und die Zufriedenheit von Angestellten aber nicht über das Gehalt unbegrenzt steigern kann.

## Motivatoren
Motivatoren beeinflussen nach Herzberg die Motivation zur Leistung selbst und kommen schwerpunktmäßig aus dem Arbeitsinhalt. Motivatoren verändern also die Zufriedenheit, ihr Fehlen führt aber nicht zwangsläufig zur Unzufriedenheit. Das Streben nach Wachstum und Selbstzufriedenheit steht hier im Mittelpunkt. Zu den Motivatoren zählen insbesondere
- Arbeitsleistung und Erfolg,
- Anerkennung,
- Arbeitsinhalte,
- Verantwortung,
- Aufstieg und Beförderung sowie
- Wachstum.

## Zusammenspiel der Faktoren
Die Kombination von Hygienefaktoren und Motivatoren erzeugt vier mögliche Situationen:
- Hohe Hygiene und hohe Motivation: Die Idealsituation, in der Mitarbeiter hoch motiviert sind und wenig Beschwerden haben.
- Hohe Hygiene und geringe Motivation: Die Mitarbeiter haben zwar kaum Beschwerden, sind aber schlecht motiviert (Söldner-Mentalität).
- Geringe Hygiene und hohe Motivation: Die Mitarbeiter sind motiviert, haben aber viele Beschwerden. Der Job ist aufregend und herausfordernd, aber die Arbeitsbedingungen sind nicht so gut.
- Geringe Hygiene und geringe Motivation: Die schlechteste Situation. Unmotivierte Mitarbeiter mit vielen Beschwerden.

Einige der Motivatoren können auch als Hygienefaktoren wirken, also zu Selbstverständlichkeiten werden. Umgekehrt können Hygienefaktoren an Bedeutung gewinnen und Motivatoren werden, wenn sie länger gefehlt haben. Die Einordnung von einzelnen Faktoren in die Gruppe der Hygienefaktoren oder Motivatoren hängt also in Teilen auch von der spezifischen Situation sowie dem Erfahrungshintergrund des Einzelnen und der Gesellschaft insgesamt ab.

## Kritik
Die wesentliche Kritik lässt sich nach R. Büttner wie folgt zusammenfassen:
- Die Ergebnisse von Frederick Herzberg wurden mittels der Methode der kritischen Ereignisse gewonnen und lassen sich im Allgemeinen nur mittels dieser Methode replizieren. Die Ergebnisse sind mithin methodenabhängig.
- Die angenommene (uni)kausale Wirkung von Arbeitszufriedenheit auf Arbeitsleistung lässt sich empirisch nicht halten.
- Die strikte Trennung der Hygiene- von den Motivationsfaktoren gilt empirisch als überholt.
- Der Schutz des Selbstwerts als alternative Erklärungsmöglichkeit der Ergebnisse Herzbergs wurde nicht berücksichtigt.
- Die Entstehung von Arbeitszufriedenheit wurde zu stark trivialisiert.

Empirische Untersuchungen zeigten zudem, dass Hygienefaktoren zur Zufriedenheit und (fehlende) Motivatoren zu Unzufriedenheit führen können (Semmer u. Udris 2007).
Das wenig aussagefähige Ergebnis zum Faktor „Einkommen“ ist darauf zurückzuführen, dass dieser bei der Untersuchung nicht in die „Höhe des Einkommens“ und die „regelmäßige und pünktliche Zahlung des Einkommens“ zerlegt wurde.